# Diócesis de Columbus
La diócesis de Columbus (en latín: Dioecesis Columbensis y en inglés: Roman Catholic Diocese of Columbus) es una circunscripción eclesiástica de la Iglesia católica en Estados Unidos. Se trata de una diócesis latina, sufragánea de la arquidiócesis de Cincinnati, que tiene al obispo Earl Kenneth Fernandes como su ordinario desde el 2 de abril de 2022.

## Territorio y organización
La diócesis tiene 29 293 km² y extiende su jurisdicción sobre los fieles católicos de rito latino residentes en 23 condados del estado de Ohio: Coshocton, Delaware, Fairfield, Fayette, Franklin, Hardin, Hocking, Holmes, Jackson, Knox, Licking, Madison, Marion, Morrow, Perry, Pickaway, Pike, Ross, Scioto, Tuscarawas, Union, Vinton y Washington.
La sede de la diócesis se encuentra en la ciudad de Columbus, en donde se halla la Catedral de San José.
En 2021 en la diócesis existían 104 parroquias:
- Cristo Rey, Columbus
- Iglesia de la Ascensión, Johnstown
- Iglesia de la Expiación, Crooksville
- Iglesia del Santísimo Sacramento, Newark
- Iglesia de la Natividad, Utica
- Iglesia de la Natividad de la Bienaventurada Virgen María, Mattingly Solución
- Iglesia de la Resurrección, New Albany
- Comunidad del Santo Rosario y de San Juan, Colón
- Corpus Christi, Columbus
- Santa Cruz, Columbus
- Sagrada Familia, Columbus
- Santo Nombre, Columbus
- Santo Redentor, Portsmouth
- Espíritu Santo, Columbus
- Santísima Trinidad, Somerset
- Santísima Trinidad, Jackson
- Santísima Trinidad, West Portsmouth
- Santísima Trinidad, Bolívar
- Santísima Trinidad Misión, Zanesville
- Inmaculada Concepción, Columbus
- Inmaculada Concepción, Dennison
- Inmaculada Concepción, Kenton
- Nuestra Señora de Lourdes, Marysville
- Nuestra Señora de Lourdes, Portsmouth
- Nuestra Señora de Lourdes, Ada
- Nuestra Señora de la Medalla Milagrosa, Columbus
- Nuestra Señora del Monte. Carmelo, Lake Buckeye
- Nuestra Señora de la Paz, Columbus
- Nuestra Señora del Perpetuo Socorro, Grove City
- Nuestra Señora de los Dolores, Portsmouth
- Nuestra Señora de la Victoria, Columbus
- Parroquia de Santa Cruz, Columbus
- Papa Juan XXIII, Canal Winchester
- Sagrado Corazón, Coshocton
- Sagrado Corazón, Nueva Filadelfia
- Sagrado Corazón, Columbus
- Sagrados Corazones, Cardington
- SS. Agustín y Gabriel, Colón
- SS. Pedro y Pablo, Wellston
- SS. Pedro y Pablo, Glenmont
- SS. Simon & Jude, West Jefferson
- San Agatha, Columbus
- San Agnes, Columbus
- San Aloysius, Columbus
- San Andrés, Columbus
- Santa Ana, Dresde
- San Antonio, Columbus
- Santa Bernardita, Lancaster
- San Bernardo, Corning
- San Brendan el Navegante, Hilliard
- Santa Brígida de Kildare, Dublín
- Santa Catalina, Columbus
- Santa Cecilia, Columbus
- San Cristóbal, Columbus
- San Colman de Cloyne, Washington CH
- Santo Domingo, Columbus
- San Eduardo el Confesador, Granville
- Santa Elizabeth, de Columbus
- Santa Elizabeth Ann Seton, Pickerington
- San Francisco de Sales, Newcomerstown
- San Francisco de Sales, Newark
- San Francisco de Asís, Columbus
- San Santiago el Menor, Columbus
- Santa Juana de Arco, Powell
- San Juan Logan
- San Juan Neumann, Sunbury
- San John the Baptist, Columbus
- San José, Dover
- San José, Circleville
- San José, Somerset
- San José, Plain City
- San José, Sugar Grove
- Catedral San José, Columbus
- San Ladislas, Columbus
- San Leonard, Heath
- San Lucas, Danville
- Santa Margarita de Cortona, Columbus
- Santa Marca, Lancaster
- Santa María, Delaware
- Santa María, Chillicothe
- Santa María, Marion
- Santa María, Waverly
- Santa María, Bremen
- Santa María, Groveport
- Santa María Magdalena, Columbus
- Santa María de la Anunciación, Portsmouth
- Santa María de la Asunción, Lancaster
- Santa María de la Asunción, Columbus
- San Mateo, Gahanna
- San Mateo, Columbus
- San Míguel, Worthington
- Santa Mónica, New Boston
- San Nicolás, Zanesville
- San Patricio, Londres
- San Patricio, Columbus
- San Patricio, Junction City
- San Pedro, Westerville
- San Pedro, Chillicothe
- San Pedro, Columbus
- San Pedro, Millersburg
- San Pedro en Cadenas, Wheelersburg
- San Felipe el Apóstol, Columbus
- San Pío X, Reynoldsburg
- Santa Rosa, Nueva Lexington
- San Esteban el Mártir, Columbus
- San Sylvester, Zaleski
- San Tomás Aquinas, Zanesville
- Santo Tomás More Newman Center, Columbus
- Santo Tomás Apóstol, Columbus
- San Timoteo, Columbus
- San Vicente de Paul, El Monte. Vernon

## Historia
La diócesis fue erigida el 3 de marzo de 1868 con el breve Summi apostolatus del papa Pío IX, obteniendo el territorio de la arquidiócesis de Cincinnati.
El 21 de octubre de 1944 cedió una parte de su territorio para la erección de la diócesis de Steubenville mediante la bula Dioecesium in orbe del papa Pío XII.

## Estadísticas
De acuerdo al Anuario Pontificio 2022 la diócesis tenía a fines de 2021 un total de 289 920 fieles bautizados.
| Año                                                                             | Población            | Población | Población      | Sacerdotes | Sacerdotes    | Sacerdotes    | Bautizados por sacerdote | Diáconos permanentes | Religiosos | Religiosos | Parroquias |
| Año                                                                             | Bautizados católicos | Total     | % de católicos | Total      | Clero secular | Clero regular | Bautizados por sacerdote | Diáconos permanentes | Varones    | Mujeres    | Parroquias |
| ------------------------------------------------------------------------------- | -------------------- | --------- | -------------- | ---------- | ------------- | ------------- | ------------------------ | -------------------- | ---------- | ---------- | ---------- |
| 1950                                                                            | 105 500              | 1 337 520 | 7.9            | 268        | 169           | 99            | 393                      |                      | 125        | 1405       | 91         |
| 1966                                                                            | 176 000              | 1 718 683 | 10.2           | 311        | 232           | 79            | 565                      |                      | 62         | 1100       | 122        |
| 1970                                                                            | 177 268              | 1 784 466 | 9.9            | 323        | 253           | 70            | 548                      |                      | 112        | 955        | 110        |
| 1976                                                                            | 195 426              | 1 833 000 | 10.7           | 316        | 255           | 61            | 618                      | 2                    | 150        | 769        | 113        |
| 1980                                                                            | 204 816              | 1 901 100 | 10.8           | 300        | 238           | 62            | 682                      | 18                   | 103        | 750        | 108        |
| 1990                                                                            | 202 077              | 2 022 800 | 10.0           | 265        | 206           | 59            | 762                      | 47                   | 74         | 524        | 121        |
| 1999                                                                            | 193 955              | 2 243 099 | 8.6            | 234        | 194           | 40            | 828                      | 64                   | 5          | 388        | 107        |
| 2000                                                                            | 195 931              | 2 181 632 | 9.0            | 234        | 193           | 41            | 837                      | 60                   | 50         | 373        | 106        |
| 2001                                                                            | 202 577              | 2 283 842 | 8.9            | 237        | 197           | 40            | 854                      | 73                   | 49         | 373        | 107        |
| 2002                                                                            | 203 967              | 2 362 815 | 8.6            | 230        | 189           | 41            | 886                      | 70                   | 50         | 356        | 107        |
| 2003                                                                            | 236 402              | 2 383 015 | 9.9            | 245        | 201           | 44            | 964                      | 76                   | 54         | 348        | 106        |
| 2004                                                                            | 240 682              | 2 408 079 | 10.0           | 225        | 184           | 41            | 1069                     | 76                   | 46         | 333        | 107        |
| 2006                                                                            | 252 103              | 2 447 972 | 10.3           | 216        | 176           | 40            | 1167                     | 80                   | 43         | 291        | 106        |
| 2013                                                                            | 266 776              | 2 603 068 | 10.2           | 197        | 167           | 30            | 1354                     | 118                  | 30         | 230        | 106        |
| 2016                                                                            | 273 827              | 2 671 870 | 10.2           | 201        | 164           | 37            | 1362                     | 102                  | 39         | 227        | 106        |
| 2019                                                                            | 280 878              | 2 740 672 | 10.2           | 185        | 152           | 33            | 1518                     | 108                  | 35         | 216        | 105        |
| 2021                                                                            | 289 920              | 2 828 514 | 10.2           | 173        | 130           | 43            | 1675                     | 120                  | 44         | 218        | 104        |
| Fuente: Catholic-Hierarchy, que a su vez toma los datos del Anuario Pontificio. |                      |           |                |            |               |               |                          |                      |            |            |            |

### Universidades
- Mount Carmel College of Nursing, Columbus
- Universidad Dominicana de Ohio, Columbus
- Pontifical College Josephinum, Columbus (Bajo la jurisdicción del Nuncio Apostólico)

### Escuelas secundarias
- Bishop Hartley High School, Columbus
- Bishop Ready High School, Columbus
- Bishop Rosecrans High School, Zanesville
- Bishop Watterson High School, Columbus
- Marion Catholic High School, Marion
- Newark Catholic High School, Newark
- Notre Dame High School, Portsmouth
- Saint Charles Preparatory School, Columbus
- St. Francis DeSales High School, Columbus
- Tuscarawas Central Catholic High School, Nueva Filadelfia
- William V. Fisher Catholic High School, Lancaster

### Escuelas elementales
- Academia de Todos los Santos, Colón
- Obispo Fenwick, Zanesville
- Obispo Flaget, Chillicothe
- Santísimo Sacramento, Newark
- Espíritu Santo, Columbus
- Santísima Trinidad, Somerset
- Inmaculada Concepción, Columbus
- Inmaculada Concepción, Dennison
- Notre Dame Elementary, Portsmouth
- Nuestra Señora de Belén, Columbus
- Nuestra Señora de la Paz, Columbus
- Nuestra Señora del Perpetuo Socorro, Grove City
- Sagrado Corazón, Coshocton
- Sagrado Corazón, Nueva Filadelfia
- Santa Agatha, Columbus
- San Andrés, Columbus
- San Antonio, Columbus
- Santa Bernardita, Lancaster
- San Brendan, Hilliard
- Santa Brígida de Kildare, Dublín
- Santa Catalina, Columbus
- San Cecilia, Columbus
- San Francisco de Sales, Newark
- San Santiago el Menor, Columbus
- San Juan, Logan
- San Montessori José, Columbus
- San José, Dover
- Santa María Primaria Lancaster
- Santa María Magdalena, Columbus
- Santa María, Columbus
- Santa María, Delaware
- Santa María, Marion
- San Mateo, Gahanna
- San Mateo, Columbus
- San Míguel, Worthington
- San Patricio, Londres
- San Pablo, Westerville
- San Pío X, Reynoldsburg
- Santa Rosa de Lima, Nueva Lexington
- San Timoteo, Columbus
- San Vicente de Pablo, El monte. Vernon
- SS. Pedro y Pablo, Wellston
- Escuela Primaria Trinidad, Columbus

### Órdenes religiosas
La diócesis de Columbus tiene muchos religiosos y religiosas al servicio de pedidos en las parroquias, escuelas, colegios y hospitales.
- Sacerdotes y Hermanos Religiosos

Dominicanos (Provincia de San José)
- Santísima Trinidad (1826) y la Parroquia de San José (1818, la más antigua en el estado de Ohio), Somerset
- Parroquia de San Patricio, Columbus (1855)
- Parroquia de Santo Tomas Aquinas, Zanesville (1842)

Jesuitas
- Colegio Pontificio Josephinum (jesuitas enviados como profesores)

Padres Paulistas
- Centro Newman Santo Tomas (1956)

Padres de la Preciosísima Sangre 
- Parroquia Menor de Santiago, Columbus (1947)

### De mujeres
- Hermanas del Buen Pastor, Columbus
- Hermanas Dominicas de Santa María la Springs, Columbus
- Hermanas Carmelitas para los Ancianos y de Infirmed, Columbus
- Hermanas de San Francisco, Stella Niagra, Columbus
- Niño de María, Newark
- Clarisas Pobres de Adoración Perpetua, Portsmouth
- Hermanas Franciscanas de la Caridad Cristiana, Zanesville

## Episcopologio
- Sylvester Horton Rosecrans † (3 de marzo de 1868-21 de octubre de 1878 falleció)
- John Ambrose Watterson † (6 de abril de 1880-17 de abril de 1899 falleció)
- Henry Moeller † (6 de abril de 1900-27 de abril de 1903 nombrado arzobispo coadjutor de Cincinnati[5])
- James Joseph Hartley † (10 de diciembre de 1903-12 de enero de 1944 falleció)
- Michael Joseph Ready † (11 de noviembre de 1944-2 de mayo de 1957 falleció)
- Clarence George Issenmann † (5 de diciembre de 1957-7 de octubre de 1964 nombrado obispo coadjutor de Cleveland[6])
- John Joseph Carberry † (20 de enero de 1965-14 de febrero de 1968 nombrado arzobispo de San Luis)
- Clarence Edward Elwell † (29 de mayo de 1968-16 de febrero de 1973 falleció)
- Edward John Herrmann † (22 de junio de 1973-18 de septiembre de 1982 renunció)
- James Anthony Griffin (8 de febrero de 1983-14 de octubre de 2004 renunció)
- Frederick Francis Campbell (14 de octubre de 2004-31 de enero de 2019 retirado)
- Robert John Brennan (31 de enero de 2019-29 de septiembre de 2021 nombrado obispo de Brooklyn)
- Earl Kenneth Fernandes, desde el 2 de abril de 2022